# Еритробласт
Еритробласт (лат. erythroblastus, від дав.-гр. ἐρυθρός — «червоний» і βλαζτος — «паросток»), або нормобласт (normoblastus, від normālis і βλαζτος) — клітина-попередник червоного (еритроїдного) кров'яного паростка, у якого все ще є ядро. Нормобласти є безпосередніми попередниками ретикулоцитів.

## Термінологія
Термін нормобласт іноді використовується як синонім терміна еритробласт, але в інших випадках прийнято вважати, що нормобласти є підкатегорією еритробластів. А саме, в подібному випадку виділяють дві категорії еритробластів:
1. «нормобласти» — еритробласти, що розвиваються правильно;
2. «мегалобласти» — незвично великі еритробласти, які можуть спостерігатися при дефіциті вітаміну В12 або фолієвої кислоти — мегалобластній анемії[2];

## Стадії розвитку
Еритробласт проходить чотири стадії свого розвитку.

Діаграма, що ілюструє процес гемопоезу у людини

| Схематичне зображення | Опис                           | Вигляд у мікроскопії мазка |
|                       | Проеритробласт                 | Немає                      |
|                       | Базофільний еритробласт        |                            |
|                       | Поліхроматофільний еритробласт |                            |
|                       | Ортохроматофільний еритробласт |                            |